# Humedal de Mantagua
El Humedal de Mantagua es un cuerpo de agua perteneciente a la cuenca del estero Mantagua, en la localidad de Ritoque, comuna de Quintero, Región de Valparaíso. Junto a las Dunas de Ritoque contiguas  constituye una zona de interés ecológico. Se encuentra conformado por una laguna costera y un estuario. Es reconocido como un importante lugar de avistamiento de aves.
Este sistema hidrológico está conformado por el estero Quintero y la laguna Mantagua. El estero forma un meandro cuando se va acercando al mar y un estuario en la desembocadura del estero, el que producto de su embancamiento forma una laguna costera y que en conjunto se conoce con el nombre de Humedal de Mantagua, la que durante los meses de invierno a veces se comunica con el mar. Además la Laguna Mantagua que se encuentra en el sector Norponiente de la desembocadura, es una laguna costera que en invierno también se comunica en ocasiones con el mar.
En 2005 fue declarado como "Sitio Prioritario para la Conservación de la Biodiversidad de la Región de Valparaíso". En 2019 fue reconocido por la Red Latinoamericana y del Caribe para la Conservación de los Murciélagos como un “Área de Importancia para la Conservación de Murciélagos”. Fue declarado "Humedal Urbano" (HU) en el año 2023 por el Ministerio de Medio Ambiente, a través de la Resolución Exenta N°81/2023 del Ministerio del Medio Ambiente, y, de acuerdo a la ley N° 21.202 promulgada el 2020 y su respectivo reglamento, que busca proteger los Humedales Urbanos. Correspondió a la declaración de humedal urbano N° 100 (HU_0100). La superficie declarada Humedal Urbano corresponde a 43,5 ha, de un total estimado de 269 ha.

## Flora
Entre las comunidades más típicas se hallan los bosque esclerófilos sobre las laderas de los cerros y los espinales en las partes planas o de poca pendiente de los valles. Las especies dominantes son Cryptocarya alba (peumo), Peumus boldus (boldo), Crinodendron patagua (patagua), Schinus latifolius (molle), Kageneckia oblonga (bollén) Acacia caven (espino) Prosopis chilensis (algarrobo) Trevoa trinervis (tebo), Schinus polygamus (huingán), Penum Sucium(Canuya Chilena) , entre otros.

## Fauna

### Avifauna
- Huala (Podiceps major)
- Blanquillo (Podiceps occipitalis)
- Pimpollo (Rollandia rolland)
- Picurio (Podilymbus podiceps)
- Yeco (Phalacrocorax brasilianus)
- Pelícano (Pelecanus thagus)
- Garza chica (Egretta thula)
- Garza grande (Ardea alba)
- Garza cuca (Ardea cocoi)
- Garza boyera (Bubulcus ibis)
- Huairavo (Nycticorax nycticorax)
- Huairavillo (Ixobrychus involucris)
- Pato jergón grande (Anas georgica)
- Pato jergón chico (Anas flavirostris)
- Pato real (Anas sibilatrix)
- Pato colorado (Anas cyanoptera)
- Pato cuchara (Anas platalea)
- Pato negro (Netta peposaca)
- Pato rinconero (Heteronetta atricapilla)
- Pato rana pico delgado (Oxyura vittata)
- Bailarín (Elanus leucurus)
- Vari (Circus cinereus)
- Tiuque (Milvago chimango)
- Cernícalo (Falco sparverius)
- Halcón perdiguero (Falco femoralis)
- Jote de cabeza colorada (Cathartes aura)
- Jote de cabeza negra (Coragyps atratus)
- Tagua (Fulica armillata)
- Tagua de frente roja (Fulica rufifrons)
- Tagua chica (Fulica leucoptera)
- Tagüita (Gallinula melanops)
- Pidén (Pardirallus sanguinolentus)
- Queltehue (Vanellus chilensis)
- Chorlo de collar (Charadrius collaris)
- Chorlo de doble collar (Charadrius falklandicus)
- Chorlo nevado (Charadrius alexandrinus)
- Chorlo chileno (Charadrius modestus)
- Pilpilén (Haematopus palliatus)
- Pilpilén negro (Haematopus ater)
- Perrito (Himantopus melanurus)
- Playero grande (Catoptrophorus semipalmatus)
- Playero de Baird (Calidris bairdii)
- Playero ártico (Calidris canutus)
- Playero blanco (Calidris alba)
- Playero vuelvepiedras (Arenaria interpres)
- Playero de las rompientes (Aphriza virgata)
- Zarapito (Numenius phaeopus)
- Zarapito moteado (Limosa fedoa)
- Pitotoy grande (Tringa melanoleuca)
- Pitotoy chico (Tringa flavipes)
- Becacina (Gallinago paraguaiae)
- Gaviota dominicana (Larus dominicanus)
- Gaviota cáhuil (Larus maculipennis)
- Gaviota de Franklin (Larus pipixcan)
- Gaviota garuma (Larus modestus)
- Gaviotín piquerito (Sterna trudeaui)
- Gaviotín elegante (Sterna elegans)
- Gaviotín ártico (Sterna paradisaea)
- Rayador (Rynchops niger)
- Churrete (Cinclodes patagonicus)
- Churrete chico (Cinclodes oustaleti)
- Churrete acanelado (Cinclodes fuscus)
- Trabajador (Phleocryptes melanops)
- Siete colores (Tachuris rubrigastra)
- Colegial (Lessonia rufa)
- Diucón (Xolmis pyrope)
- Run-rún (Hymenops perspicillatus)
- Dormilona tontita (Muscisaxicola macloviana)
- Golondrina bermeja (Hirundo rustica)
- Golondrina chilena (Tachycineta meyeni)
- Chercán de las vegas (Cistothorus platensis)
- Chercán (Troglodytes aedon)
- Zorzal (Turdus falcklandii)
- Bailarín chico (Anthus correndera)
- Chincol (Zonotrichia capensis)
- Chirihue (Sicalis luteola)
- Loica (Sturnella loyca)
- Trile (Agelaius thilius)

## Protección
El humedal, junto a las dunas de Ritoque, actualmente se encuentra amenazado por varias actividades industriales y habitacionales en su entorno.